# یواس‌اس اس-۴۲ (اس‌اس-۱۵۳)
یواس‌اس اس-۴۲ (اس‌اس-۱۵۳) (به انگلیسی: USS S-42 (SS-153)) یک زیردریایی بود که طول آن ۲۲۵ فوت ۳ اینچ (۶۸٫۶۶ متر) بود. این زیردریایی در سال ۱۹۲۳ ساخته شد.